# Alpheidae
Famille
Les Alpheidae sont une famille de crevettes (crustacés décapodes) du groupe des Alpheoidea.
C'est dans cette famille (et plus marginalement chez les Palaemonidae, ainsi que dans un genre d'amphipodes, où le processus évolutif a été différent) que se trouvent les « crevettes pistolets ».

## La pince «pistolet»

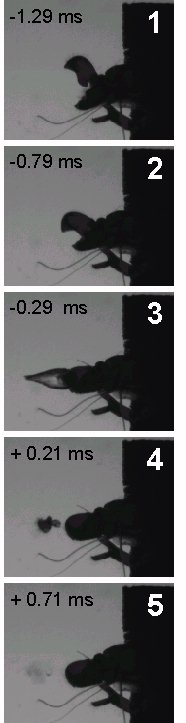
Usage de la pince comme « pistolet »

Plusieurs espèces de cette famille disposent d'une pince particulière, plus grosse, qui en se fermant peut produire une bulle de cavitation hydrodynamique qui implose violemment. Un court flash lumineux intense, mais invisible à l’œil nu, est émis lorsque la bulle implose indiquant que des pressions et des températures extrêmes d'au moins 5 000 kelvins (4726,85 degrés celsius) doivent exister à l'intérieur de la bulle au point d'implosion, alors qu'une détonation survient, pouvant atteindre 220 décibels.  Cette  « arme » peut étourdir une proie, briser sa coquille ou même la tuer. Cette pince se referme à une vitesse d'environ 20 mètres par seconde (72km/h), ce qui crée un jet d'eau se propageant à plus de 30 mètres par seconde. L'onde de choc transmise par l'eau peut étourdir des poissons, vers, autres proies ou prédateurs. 

Un phénomène proche existe dans la famille des crevettes-mantes aux pattes frappeuses .
L'origine évolutive du mécanisme commence à être comprise : une étude anatomique récente (publication 2018) des pinces de 114 espèces de crevettes, dont environ une douzaine sont des crevettes capables de provoquer des explosions de ce type a mis en évidence deux nouveaux types d'articulations à griffes jusqu'alors inconnues de la science. :
1. un système coulissant - comme on en trouve dans certains couteaux de poche - où une minuscule crête maintient la griffe de la pince ouverte jusqu'à ce qu'un petit changement de pression la referme, plus rapidement que ce qui serait possible sans cette configuration anatomique.
2. une version plus complexe, dite à joint de glissement et d'armement, où la crête coïncide complètement la griffe ouverte. La crevette peut accumuler une très forte tension dans les muscles de la pince jusqu'à ce qu'un petit mouvement musculaire secondaire la libère, déclenchant claquement ultra-rapides et puissant dont l'onde de choc peut être très destructrice. Il a pu être filmé[7].

## Liste des genres
Selon World Register of Marine Species (3 décembre 2014) :
- genre Acanthanas Anker, Poddoubtchenko & Jeng, 2006
- genre Alpheopsis Coutière, 1897b
- genre Alpheus Fabricius, 1798
- genre Amphibetaeus Coutière, 1897b
- genre Arete Stimpson, 1860a
- genre Aretopsis de Man, 1910a
- genre Athanas Leach, 1814 (in Leach, 1813-1814)
- genre Athanopsis Coutière, 1897
- genre Automate de Man, 1888b
- genre Bannereus Bruce, 1988f
- genre Batella Holthuis, 1955b
- genre Bermudacaris Anker & Iliffe, 2000
- genre Betaeopsis Yaldwyn, 1971
- genre Betaeus Dana, 1852a
- genre Bruceopsis Anker, 2010b
- genre Coronalpheus Wicksten, 1999
- genre Coutieralpheus Anker & Felder, 2005
- genre Deioneus Dworschak, Anker & Abed-Navandi, 2000
- genre Fenneralpheus Felder & Manning, 1986
- genre Harperalpheus Felder & Anker, 2007
- genre Jengalpheops Anker & Dworschak, 2007a
- genre Leptalpheus Williams, 1965
- genre Leptathanas De Grave & Anker, 2008
- genre Leslibetaeus Anker, Poddoubtchenko & Wehrtmann, 2006
- genre Metabetaeus Borradaile, 1899
- genre Metalpheus Coutière, 1908
- genre Mohocaris Holthuis, 1973c
- genre Nennalpheus Banner & Banner, 1981b
- genre Notalpheus Méndez G. & Wicksten, 1982
- genre Orygmalpheus De Grave & Anker, 2000
- genre Parabetaeus Coutière, 1897b
- genre Pomagnathus Chace, 1937b
- genre Potamalpheops Powell, 1979
- genre Prionalpheus Banner & Banner, 1960c
- genre Pseudalpheopsis Anker, 2007b
- genre Pseudathanas Bruce, 1983d
- genre Pterocaris Heller, 1862b
- genre Racilius Paul'son, 1875
- genre Richalpheus Anker & Jeng, 2006
- genre Rugathanas Anker & Jeng, 2007
- genre Salmoneus Holthuis, 1955
- genre Stenalpheops Miya, 1997
- genre Synalpheus Spence Bate, 1888
- genre Thuylamea Nguyên, 2001
- genre Triacanthoneus Anker, 2010
- genre Vexillipar Chace, 1988
- genre Yagerocaris Kensley, 1988

## Illustrations  (photos)

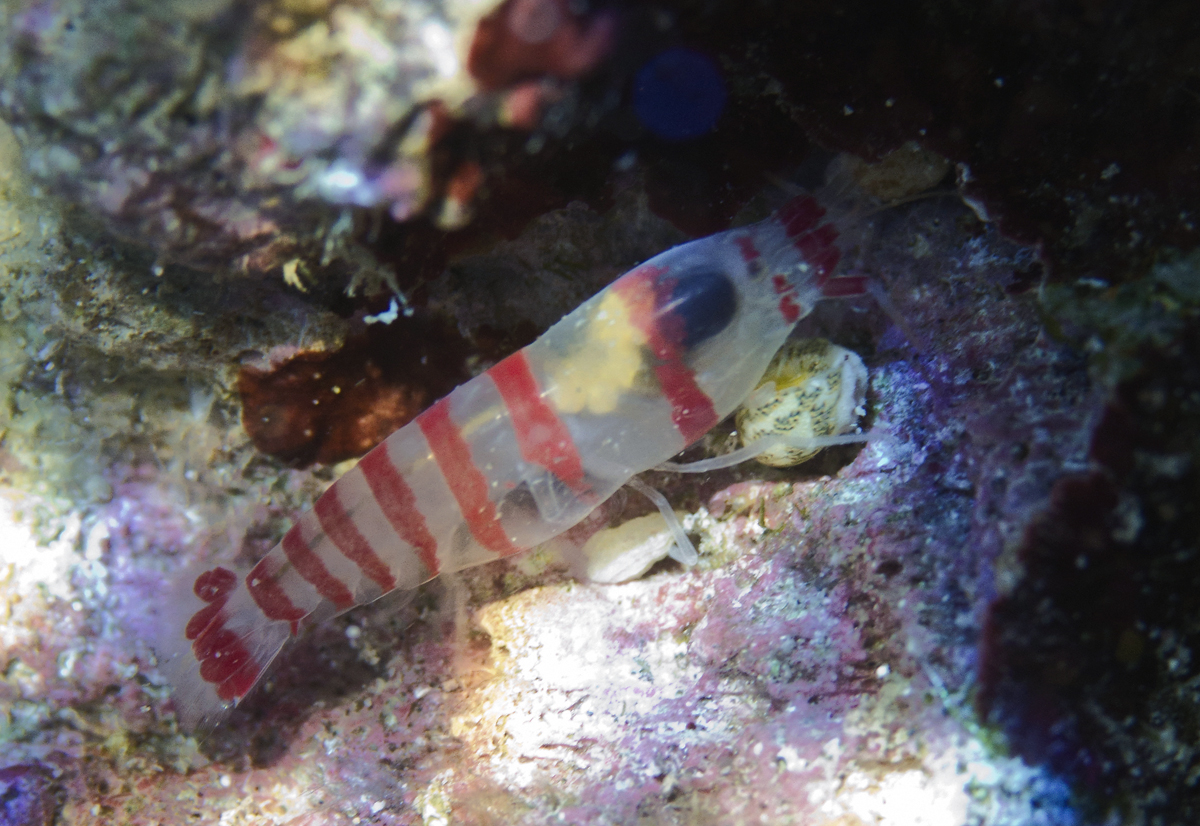
Alpheopsis yaldwyni
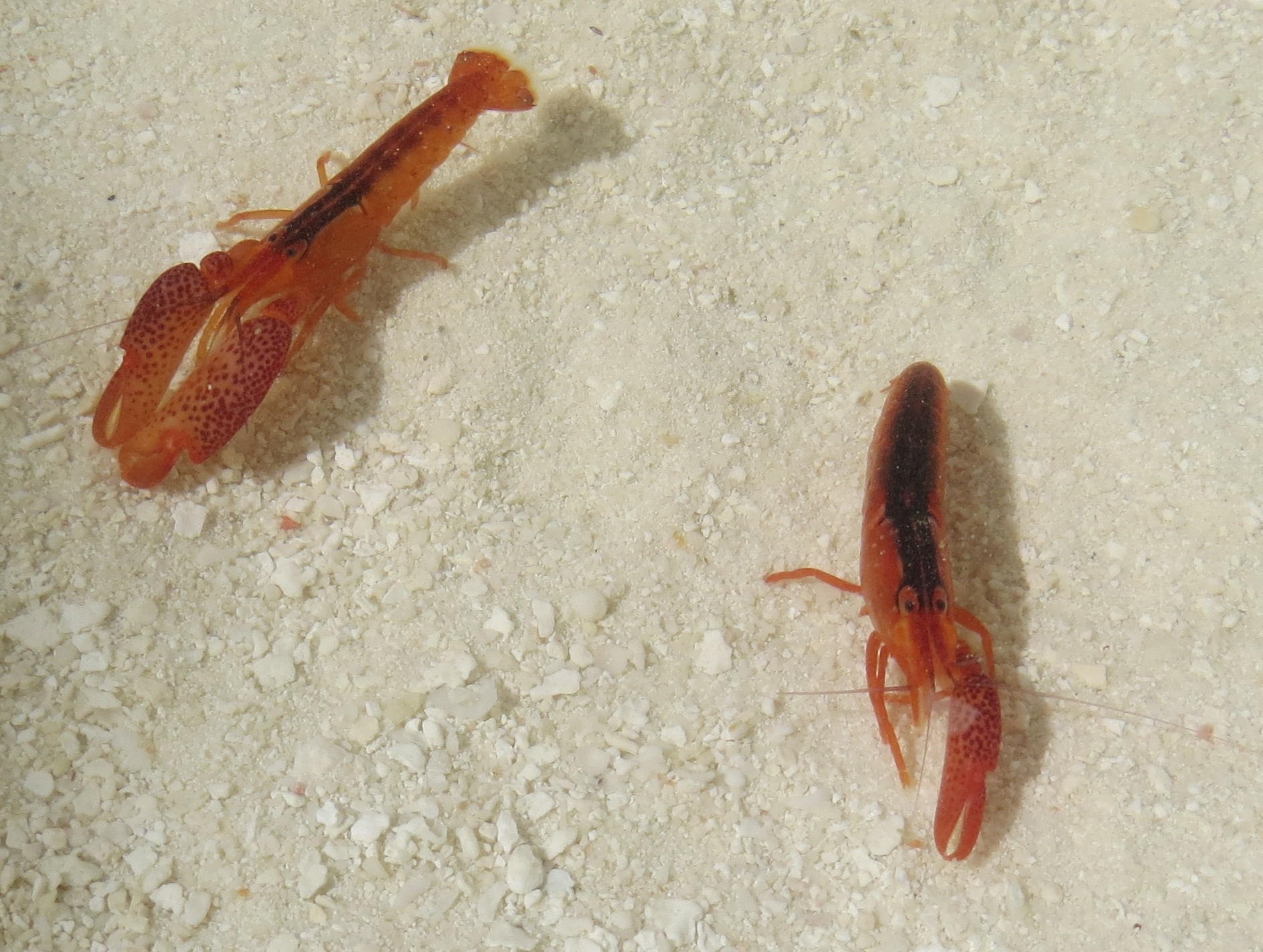
Alpheus lottini
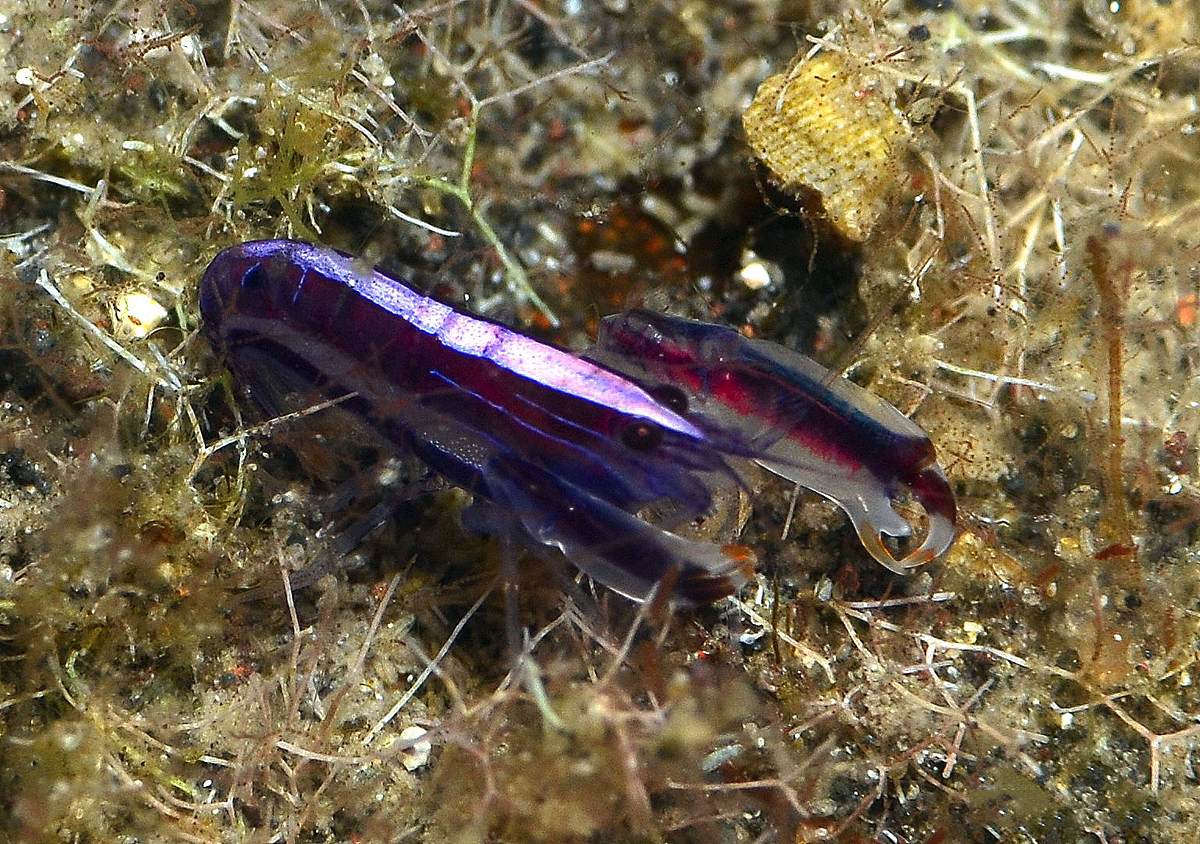
Arete indicus
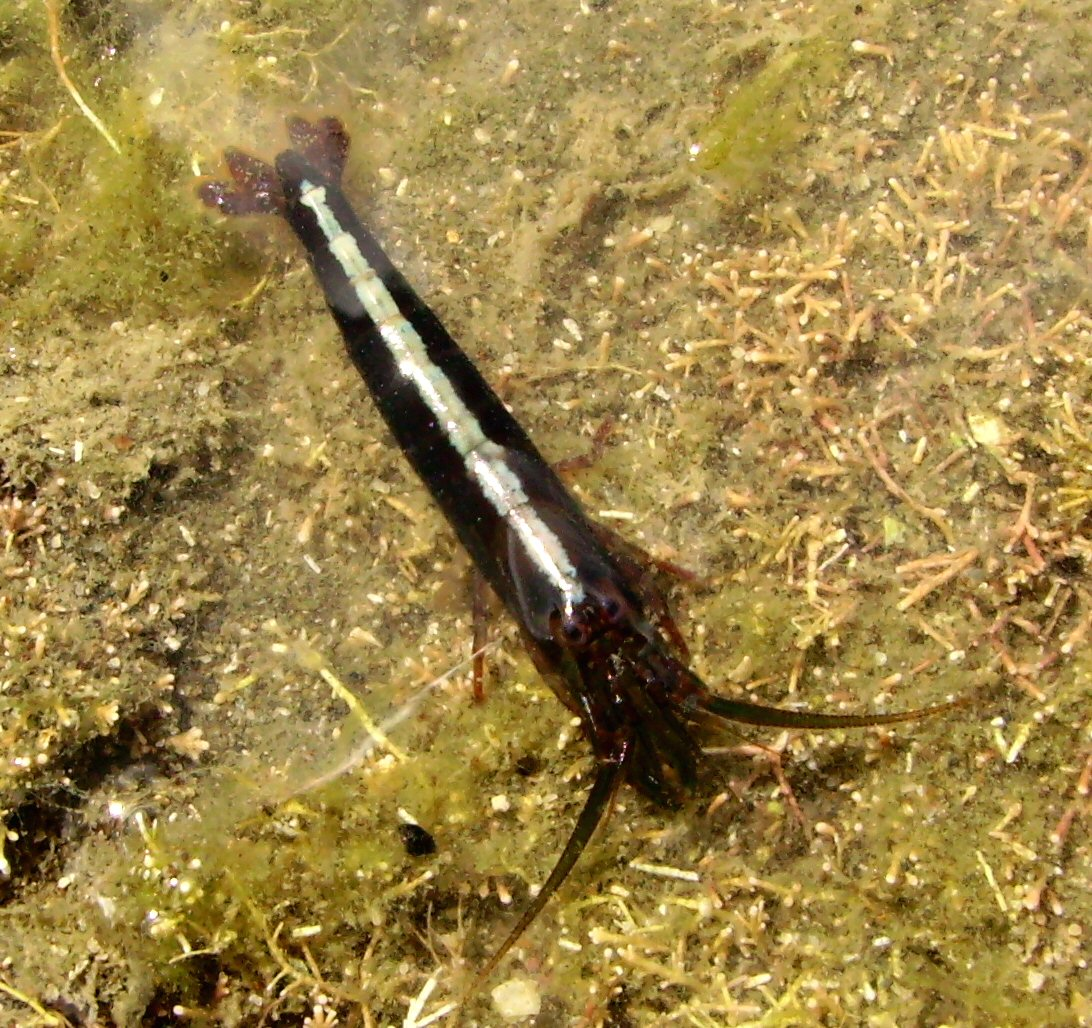
Betaeopsis aequimanus
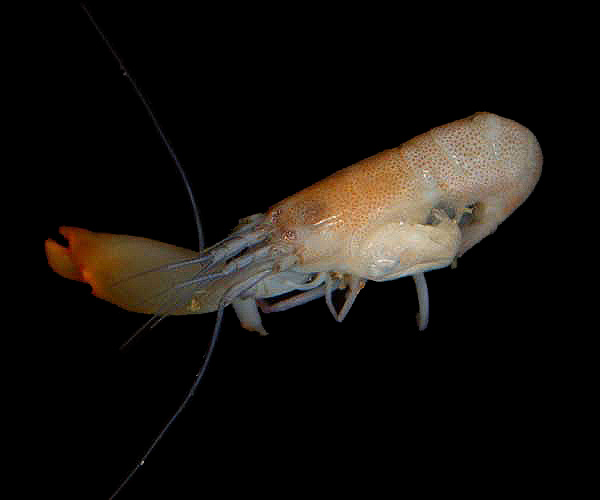
Synalpheus fritzmuelleri

## Dans la culture
Ces crevettes très spectaculaires ont fait l'objet de nombreux reportages animaliers, et dans l'univers Pokémon, deux espèces, Flingouste et Gamblast (en anglais Clauncher et Clawitzer), en sont inspirées : elles présentent une physionomie similaire à celle de l'animal (avec une pince significativement plus grosse que l'autre), et reproduisent son mode de chasse, avec le talent « Méga Blaster ».